# NGC 5284
NGC 5284 is een open sterrenhoop in het sterrenbeeld Centaur. Het hemelobject werd op 7 juni 1837 ontdekt door de Britse astronoom John Herschel.